# Коатепеке
Коатепеке (на испански: Coatepeque) е град в департамент Кецалтенанго, Гватемала. Населението на града през 2010 година е 41 294 души.